# نصرالله ناصح‌پور
نصرالله ناصح پور (زادهٔ ۲ آبان ۱۳۱۹ – درگذشتهٔ ۲۸ خرداد ۱۴۰۲)، خواننده و مدرس آواز اهل ایران بود. او از اعضای هیئت مدیره کانون خوانندگان سنتی خانه موسیقی ایران بود.

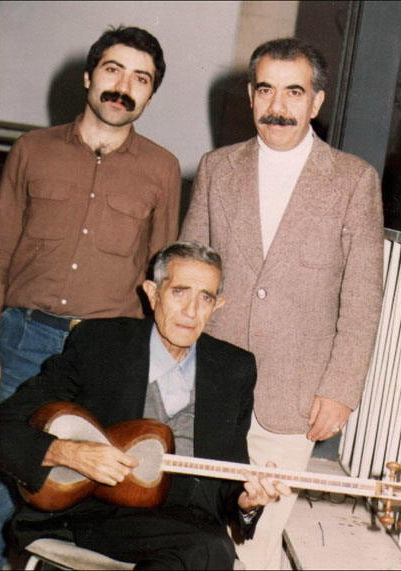
ناصح پور، غلامحسین بیگجه‌خانی و جمشید عندلیبی در سال ۱۳۶۳

## زندگی هنری
نصرالله ناصح پور در سال ۱۳۱۹ در محله اونچی میدان اردبیل، متولد شد. پدرش آقاشکور از نوازندگان ساز قارمون و مادرش نوازنده ساز دایره بودند.
او در این باره می‌گوید:
- پدرم صدای خوبی داشت و در برخی محافل خصوصی گارمان می‌نواخت و آواز می‌خواند. همچنین پسرعمه‌ام آقا قدرت صدای رسایی داشت و مقام‌های آذری را به زیبایی اجرا می‌کرد و همین امر سبب علاقه‌مندی بنده به آواز شد.
- از کودکی با موسیقی آشنا بودم و این علاقه وانگیزه پیش‌تر درمحیط خانواده در من شکل گرفته بود. البته درکنار موسیقی، تحصیلات هم مورد توجه پدر و مادرم بود. دوره متوسطه را در دبیرستان صفوی (در شهر اردبیل) و در رشته ریاضی گذراندم و دیپلم گرفتم. در آن سال‌ها زبان خارجی که در مدارس آموزش داده می‌شد زبان فرانسه بود و بعد از دوره ما، زبان انگلیسی را جایگزین کردند که تا به امروز هم ادامه دارد درواقع من آخرین نسلی هستم که با زبان فرانسه دیپلم گرفتم. بعد از فارغ‌التحصیلی به تهران عزیمت کردم، آن زمان تقریباً ۱۹ سالم بود و تصمیم داشتم ادامه تحصیل بدهم بنابراین در امتحان ورودی دانشکده افسری شرکت کردم و اتفاقاً با نمره بالایی هم قبول شدم اما به‌دلیل مخالفت مادرم، از ادامه تحصیل در این دانشکده صرف نظر کردم و پس‌از مدتی کوتاه توانستم درآزمون بانک تجارتی ایران و هلند شرکت کنم و خوشبختانه قبول شدم و کارم را در همان بانک شروع کردم.[۳]

نصرالله ناصح پور، با عزیمت به تهران، بیشتر اوقات خود را مصروف فراگیری موسیقی سنتی ایران کرد و پس از آشنایی با محمود کریمی، به هنرستان آزاد موسیقی ملی راه یافت و مشغول تحصیل شد. در آنجا، آشنایی با مطالب و نکته‌های شفاهی در کلاس درس علی اکبر خان شهنازی، این امکان را ایجاد کرد که در محفل هنری امیر قاسمی نیز، با روح و حس ساز سعید هرمزی و دیگر استادان حاضر در هنرستان محشور گردد.
پس از آن موفق به طی نمودن دوره عالی ردیف عبدالله دوامی را به همراه محمود کریمی، فاخره صبا، مرضیه، خاطره پروانه، الهه (خواننده) و هما شدند.
پس از تشکیل کلاس‌های مرکز حفظ و اشاعه موسیقی، از راهنمایی‌ها، آموزش و توصیه‌های نورعلی برومند بهره‌مند شد. وی از جلسات شناخت موسیقی و کلام و تلفیق شعر و موسیقی نیز، بهره‌های فراوان جست و سپس جهت فراگیری ردیف عالی موسیقی سنتی و آموزش تصنیف و ضرب آهنگ مربوط به آن، به کلاس عبدالله دوامی راه یافت. او همچنین حدود ده سال به تدریس «جواب آواز» در دانشکده موسیقی دانشگاه هنر مشغول بود. جمشید عندلیبی (در زمینهُ ردیف و جواب آواز)، محمود مخدوم، صدیق تعریف، پری ملکی، محسن نامجو، محمد ملاآقایی روزبهانی(همگی در رشتهُ آواز) از شاگردان او بوده‌اند.
پس از طی دوره‌های عالی موسیقی به همراه محمدرضا لطفی در کانون فرهنگی و هنری چاووش به عنوان عضو شورای عالی فعالیت خود را ادامه داد. او در این گروه به همراه محمدرضا شجریان و شهرام ناظری به آموزش موسیقی مشغول گردید.
نصرالله ناصح پور در بیست و یکمین جشنواره بین‌المللی موسیقی فجر در سال ۱۳۸۴ مورد تقدیر قرار گرفت.

## آموزش
وی بیشتر اوقات خود را صرف امر آموزش موسیقی سنتی ایران و تربیت خوانندگان نمود که می‌توان به جمشید عندلیبی (در زمینه ردیف و جواب آواز)، محمود مخدوم، صدیق تعریف، ودود مؤذن، سعیده سعیدی، بهرام باجلان، محمد ملاآقایی روزبهانی، عذرا زالی، پانته آ الوندی‌پور، ناصر مهرورز، رضا شاکری، داوود فیاضی، محسن نامجو و ابوالفضل قاسمی، احمد بیرانوند (در رشته آواز) اشاره نمود.

## آثار
- آلبوم سرودهای آذربایجانی به آهنگسازی حسین علیزاده در شهریور ۱۳۵۹
- آلبوم به یاد درویش خان با تک‌نوازی سه‌تار محمدرضا لطفی و به همراهی تنبک ناصر فرهنگ فر در آذر ۶۲
- آلبوم نوبانگ کهن به سرپرستی آقای حسین علیزاده
- همکاری مشترک با گروه شیدا به مناسبت یادواره استاد نورعلی برومند[۸]
- تألیف کتاب رساله موسیقی از دره التاج لغره الدباج[۹]